# Liste von Tornados 2011

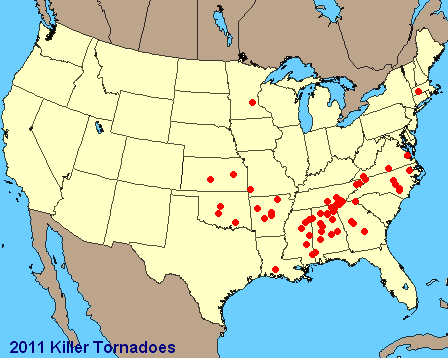
Übersicht von Tornados in den USA 2011 mit Todesfällen

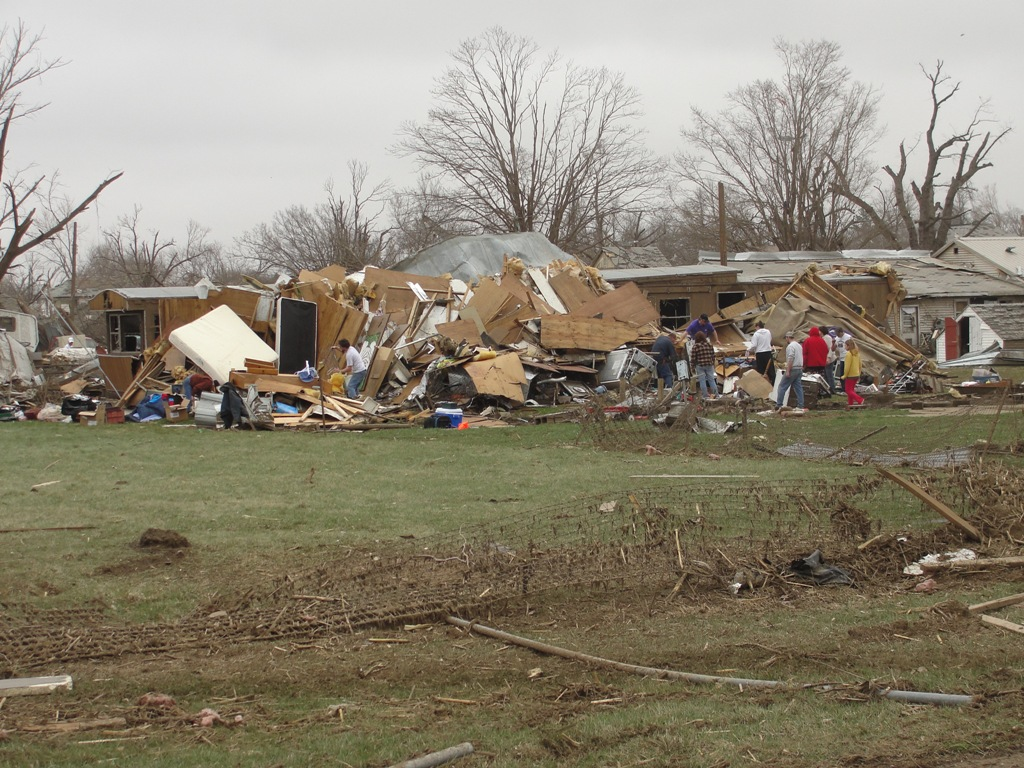
Mapleton

Die Tornados im Jahre 2011 kosteten insbesondere in den Vereinigten Staaten mehrere hundert Menschenleben. Weitere Ereignisse wurden auch aus Griechenland und Bangladesch gemeldet.

## Vereinigte Staaten
Mit Stand vom 29. April 2011 wurden 1082 Tornados in den Vereinigten Staaten gemeldet, von denen 540 bestätigt waren. Die Saison 2011 gehörte zu den tödlichsten in der Geschichte der USA.
- Am 9. April 2011 traf ein Tornado Mapleton, Iowa.[2]
- Am 14. April 2011 wurde Tushka, Oklahoma, getroffen.
- Am 27. April 2011 überquerte ein Tornado die Stadt Tuscaloosa, Alabama. An diesem Tag wurde eine Serie von 139 Tornados in 10 Bundesstaaten gemeldet, bei der mehrere hundert Menschen umkamen.[3]
- Am 22. Mai 2011 traf ein Tornado die Stadt Joplin, Missouri. Mehr als hundert Menschen kamen um.[4]

## Neuseeland
- Am 3. Mai ereignete sich ein Tornado in Auckland, es kam zu zwei Todesfällen.[5]